# Ustav Knjaževine Crne Gore
Ustav Knjaževine Crne Gore (hrv. Kneževine) je donesen 19. prosinca 1905. kao prvi ustav u povijesti Crne Gore a bio je važeći i nakon što je 28. kolovoza 1910. proglašena Kraljevina Crna Gora. Njega je u nazočnosti ad hoc pozvanih zastupnika oktroirao (podario) knjaz Nikola I. Petrović za blagdan Nikoljdan (Sveti Nikola).
Ustav je donesen, smatra se, pod pritiskom vanjskih okolnosti. U Ruskom Carstvu, crnogorskom povijsnom savezniku, su se zbile ustavne reforme i listopada 1905. dozvoljeno je formiranje po prvi puta ruskoga narodnoga parlamenta (Duma). Crna Gora nije, uz Tursko Carstvo, želila ostati jedina zemlja u Europi bez ustava i parlamenta.
Ustav ima 15 odjeljaka u ukupno 222 članaka s prijelaznim odredbama. Ustav propisuje: 
- organizaciju vlasti, oblik vladavine, džavne simbole (ne u potpunosti), položaj vjerskih zajednica, djelokrug nadležnosti grana vlasti, način izbora najviših dužnosnika, vojnu službu, financije, ljudska i građanska prava.

## Organizacija vlasti
Po Ustavu je Kneževina Crana Gora ustavna monarhija s narodnim predstavništvom. Glavni su organi vlasti:
- Knjaz i Gospodar je najviši nosilac državne vlasti. Člankom 2. Ustava određeno je da ne može nikada biti pozvan na odgovornost. On imenuje i razrješava ministre i vlade koje jedino on može pozvati na odgovornost, smijeniti ih i postaviti. Monarh saziva i raspušta parlament, zakoni su pravosnažni tek kad ih on verificira, također imenuje 12 virilnih poslanika u parlamentu i imenuje državne činovnike, ministre i sudce, vrhovni je zapovjednik oružnih snaga u ratu i miru, pravda se na sudovima izriče u njegovo ime;

- Narodno predstavništvo Crnogorska narodna skupština na osnovu Ustava, prvi puta je konstituirana listopada 1906. godine. Imala je ustavne, definirane relacije spram monarha, na način da niti jedan zakon u državi nije mogao biti izdat, ukinut i promijenjen bez njezina odobrenja. Monarh također nije mogao samostalno donijeti odluku o ustanovljenju i/ili izmjeni poreza, o zaduženju u inostranstvu, niti samostalo usvajati državni proračun, bez suglasnosti parlamenta. No, na drugoj strani, crnogorski parlament nije imao pravo zakonske inicijative, niti je zakon uopće bio usvojen dok ga monarh ne verificira. Parlament također nije mogao da pozove na političku odgovornost ministre ili vladu (Ministarsko vijeće) u cjelini, jer ih je mogao opozvati jedino monarh;

- Ministarski savjet (hrvatski Ministarsko vijeće) je kao dio izvršne vlasti u potpunosti ovisio od monarha. Ministarski savjet se poglavito sastojao od šest resora: Ministarstvo vojno, Ministarstvo inozemnih poslova, Ministarstvo pravosuđa, Ministarstvo prosvjete i crkvenih djela, Ministarstvo unutarnjih poslova i Ministarstvo financija i graditeljstva;

- Državni savjet (hrvatski Državno vijeće) je, kao Vlada, kao dio izvršne vlasti u potpunosti ovisio od monarha. Ministarsko vijeće se poglavito sastojalo od šest resora: Ministarstvo vojno, Ministarstvo inozemnih poslova, Ministarstvo pravosuđa, Ministarstvo prosvjete i crkvenih djela, Ministarstvo unutarnjih poslova i Ministarstvo financija i graditeljstva;

- Glavna državna kontrola imala je po Ustavu ovlasti kontrole administrativnih računa i glavnoga državnoga proračuna; predsjednika i dvojicu članova Glavne državne kontrole birala je Crnogorska narodna skupština s liste koju je predlagao Državni savjet;

- Sudovi i sudska vlast se sastojala od Velikog suda i oblasnih sudova. Veliki je sud bio najviša sudska instanca s ovlastima da rješava u konačnom o apelacijama protiv presuda nižih, oblasnih sudova. Sve do 1902. u građanskim je sporovima u krajnjoj instanci mogao rješavati direktno crnogorski monarh no to od toga perioda više nije bilo moguće, premda je monarh imao pravo davati pomilovanja i ublažavati kazne.

## Građanska prava
Svi su crnogorski građani po Ustavu uživali jednakopravnost. Proklamirano je da kazna može biti biti ustanovljena samo zakonskim (sudskim) putem, te da svaki građanin ima pravo na nepovrjedivost stana, oisma i brzojavnih saopćenja, slobodu savjesti, iskazivanja misli, govora, zbora i udruživanja. Ukinuta je smrtna kazna za političku krivnju.

## Biračka prava
Svaki je Crnogorac, te potpuno jednakopravno i svaki crnogorski građanin katoličke i islamske vjeroispovjedi, s navršenih 21 godinu stijecao biračko pravo. No, biračko je pravo bilo uskraćeno djelatnim časnicima i vojnicima Crnogorske vojske, zatim osobama koje su raznim povodima izgubile građanska prava, zatim osuđenicima, te osobama pod starateljstvom ili pod bankrotom, kao i licima koja su bez dopuštenja crnogorskih vlasti stupila u podanstvo drugoj državi. Žene nisu, sukladno tadašnjoj praksi u Europi, imale pravo glasa. Biranje zastupnika regulirao je poseban zakon donijet 7. srpnja 1906. godine (crnog. "Zakon o izborima narodnijeh poslanika", tiskan na Cetinju, K.C. Državna Štamparija, 1907.)

## Vjerska prava
Normirano je da je državna vjera istočno-pravoslavna. U članku 40. Ustava stoji:
"Državna vjera je u Crnoj Gori istočno pravoslavna. Crnogorska je crkva autokefalna. Ona ne zavisi ni od koje strane Crkve, ali održava jedinstvo u dogmama s istočno pravoslavnom Vaseljenskom crkvom. Sve ostale priznate vjeroispovijesti slobodne su u Crnoj Gori".
Sve ostale priznate vjeroispovjedi (rimo-katolička i islamska) su po Ustavu slobodne i imaju autonomnu unutarnju upravu koja se regulira statutima koje potvrđuje Ministarski savjet.

## Vanjske poveznice
- Akademik Dr. Mijat Šuković "Ustav za Knjaževinu Crnu Goru 1905.g."